# 詐騙即服務
詐騙即服務（英語：Fraud as a service，缩写：FaaS），是一种通过售卖诈骗工具或诈骗服务的網絡犯罪。该类型犯罪通常使用暗網或洋蔥服務作為平台，用戶可以訂閱或按次使用的形式进行购买，用戶在訂閱後，可以使用平台提供的詐騙工具或服務。

## 诈骗工具
常見的詐騙工具包括有：
- 網絡釣魚套裝 (Phishing Kits)，例如一些網絡釣魚詐騙的電郵範本、網頁範本、程式範本等等。
- 信用卡號碼，例如被盜或被洩露的信用卡資料庫。
- 用戶帳戶資料，例如被盜或被洩露的用戶名稱及密碼等資料庫。
- 企業電郵資料，例如企業的高級管理人員的資料，讓詐騙者更容易假扮企業高層詐騙。
- 洗錢服務，協助詐諞使用者進行洗錢。  [2]